# جینسترا دلی سکیاونی
جینسترا دلی سکیاونی (به ایتالیایی: Ginestra degli Schiavoni) یک کومونه در ایتالیا است که در استان بنونتو واقع شده‌است.

## خصوصیات
جینسترا دلی سکیاونی ۱۴٫۸ کیلومترمربع مساحت و ۵۶۵ نفر جمعیت دارد.